# Брескул (гора)
Бре́скул (гуц. Брецкул) — одна з гірських вершин масиву Чорногора. Висота — 1911 м. Розташована на межі Івано-Франківської та Закарпатської областей, між горами Говерлою та Пожижевська. Брескул — найближча сусідка Говерли. 
Вершина гори куполоподібна, на північному схилі (відрога Брескулець) обривисті кам'яні осипи. У кількох місцях схили порізані карами давнього зледеніння. Брескул вкритий альпійською і субальпійською рослинністю (трави, квіти та чагарники). Розвиваються процеси ерозії. 
На південно-західному боці гори розташована улоговина з невеликими та непостійними озерцями, серед яких найбільше — озеро Брескул. 
Назва гори, можливо, пов'язана з її формою та походить від гуцульського слова, яке означає спухлий, набряклий. 

## Туристичні стежки
- — по червоному маркеру з г. Говерла. Час ходьби по маршруту ~ 1 г, ↓ ~ 1 г.
- — по червоному маркеру з г. Пожижевська. Час ходьби по маршруту ~ 1 г, ↓ ~ 1 г.

## Світлини

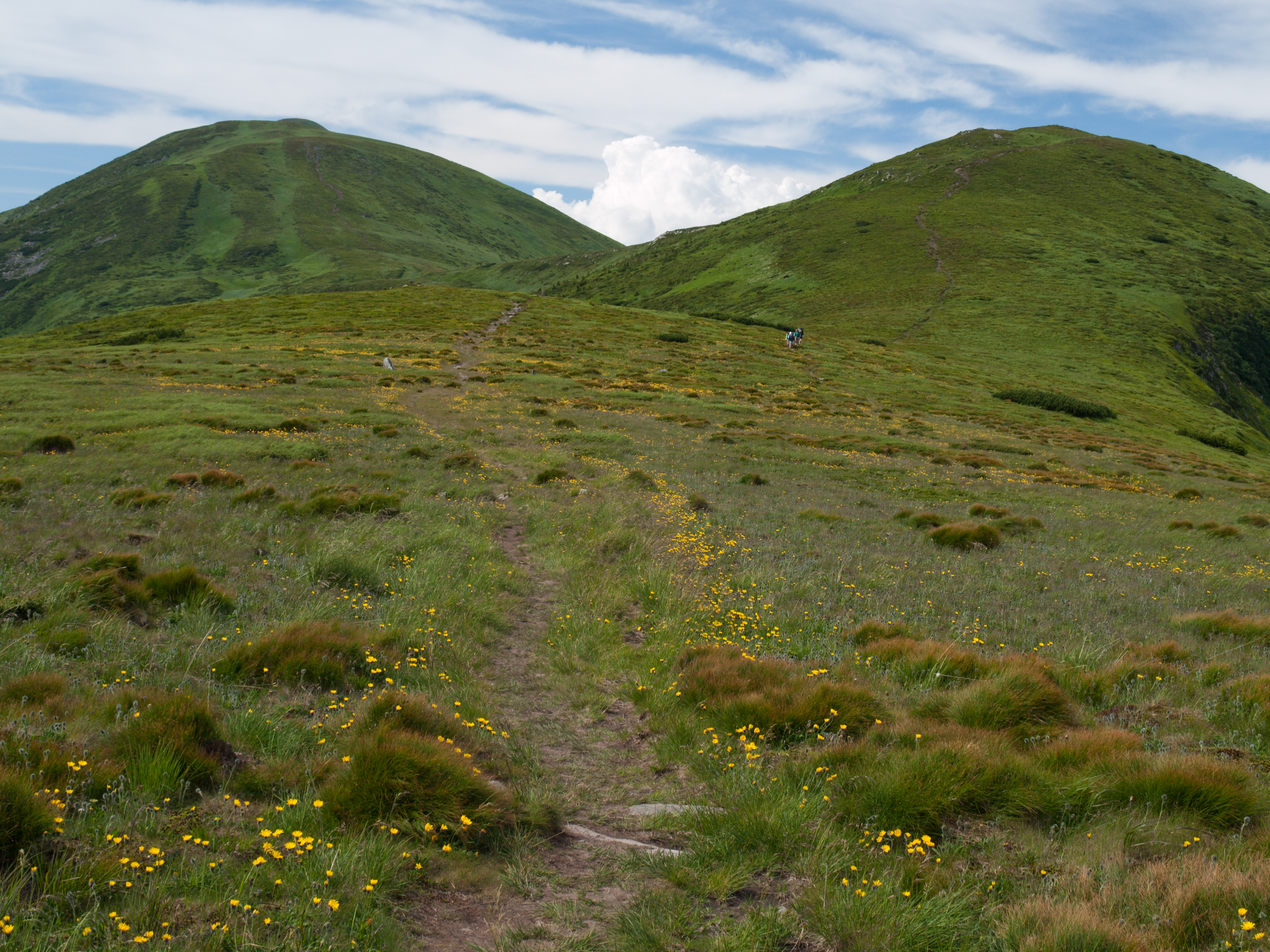
Гори Пожижевська і Брескул
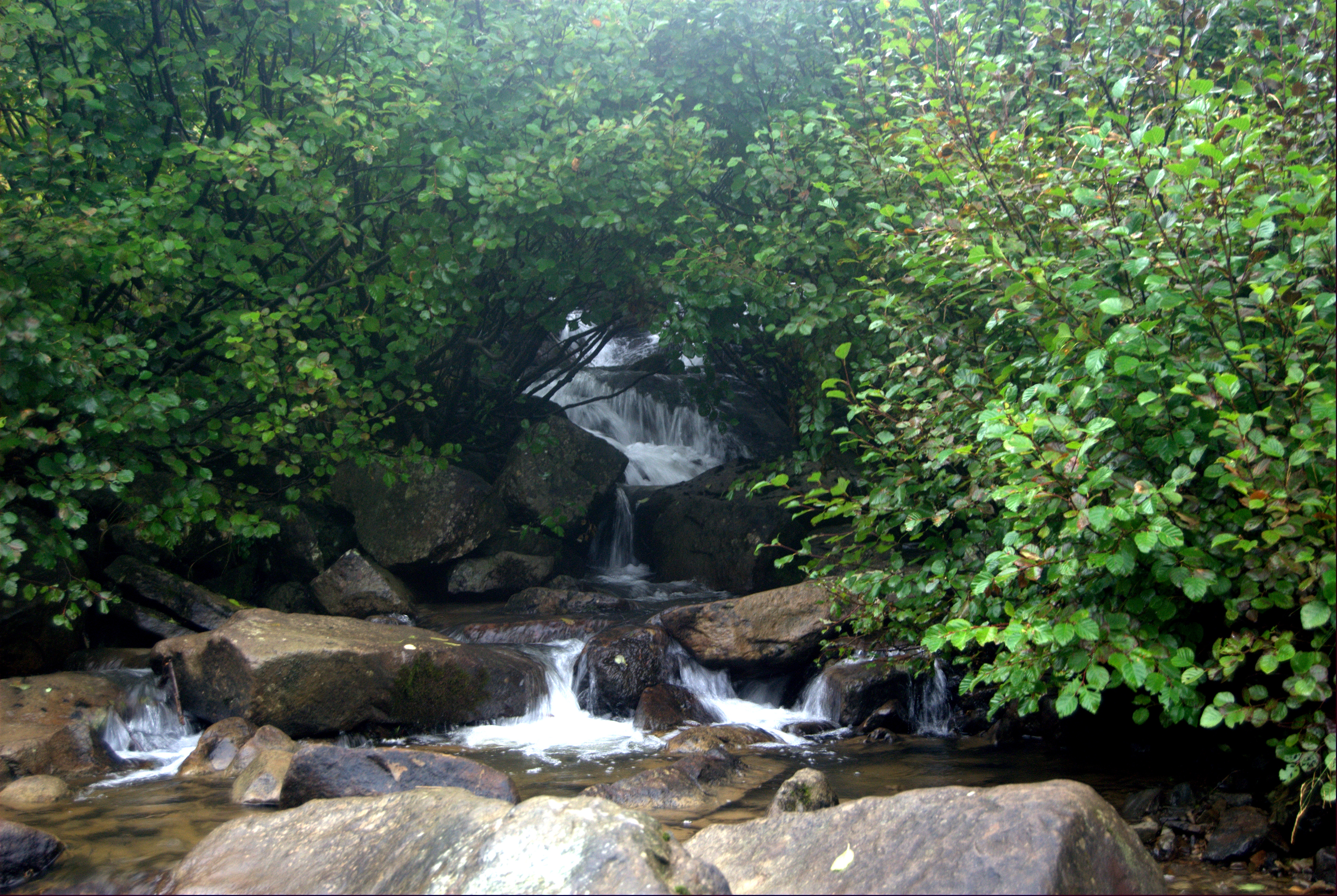
Зарості вільхи зеленої в долині між Пожижевською та Брескулом
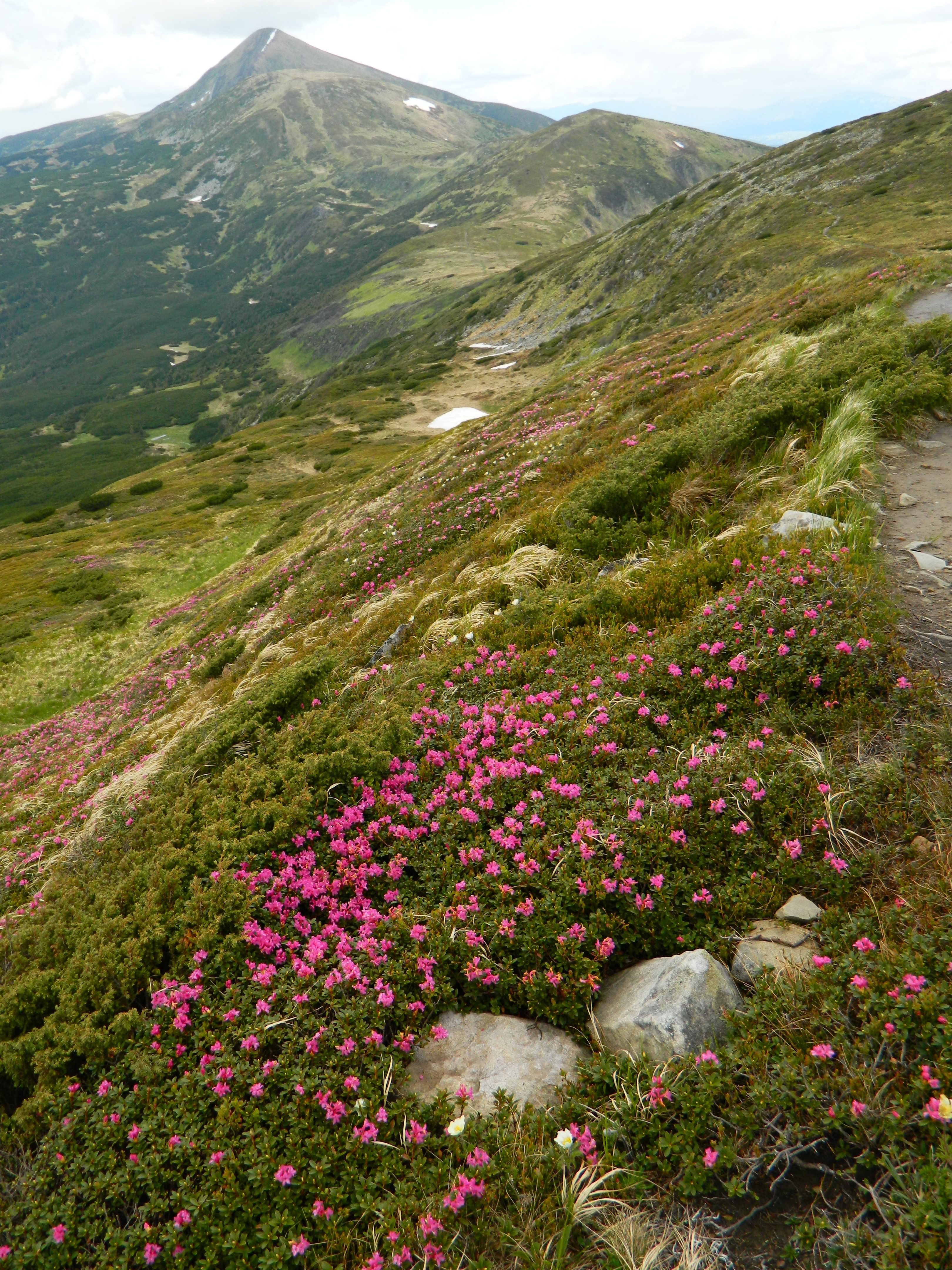
Вид з гори Пожижевська на вершини Брескул (передній план) і Говерла
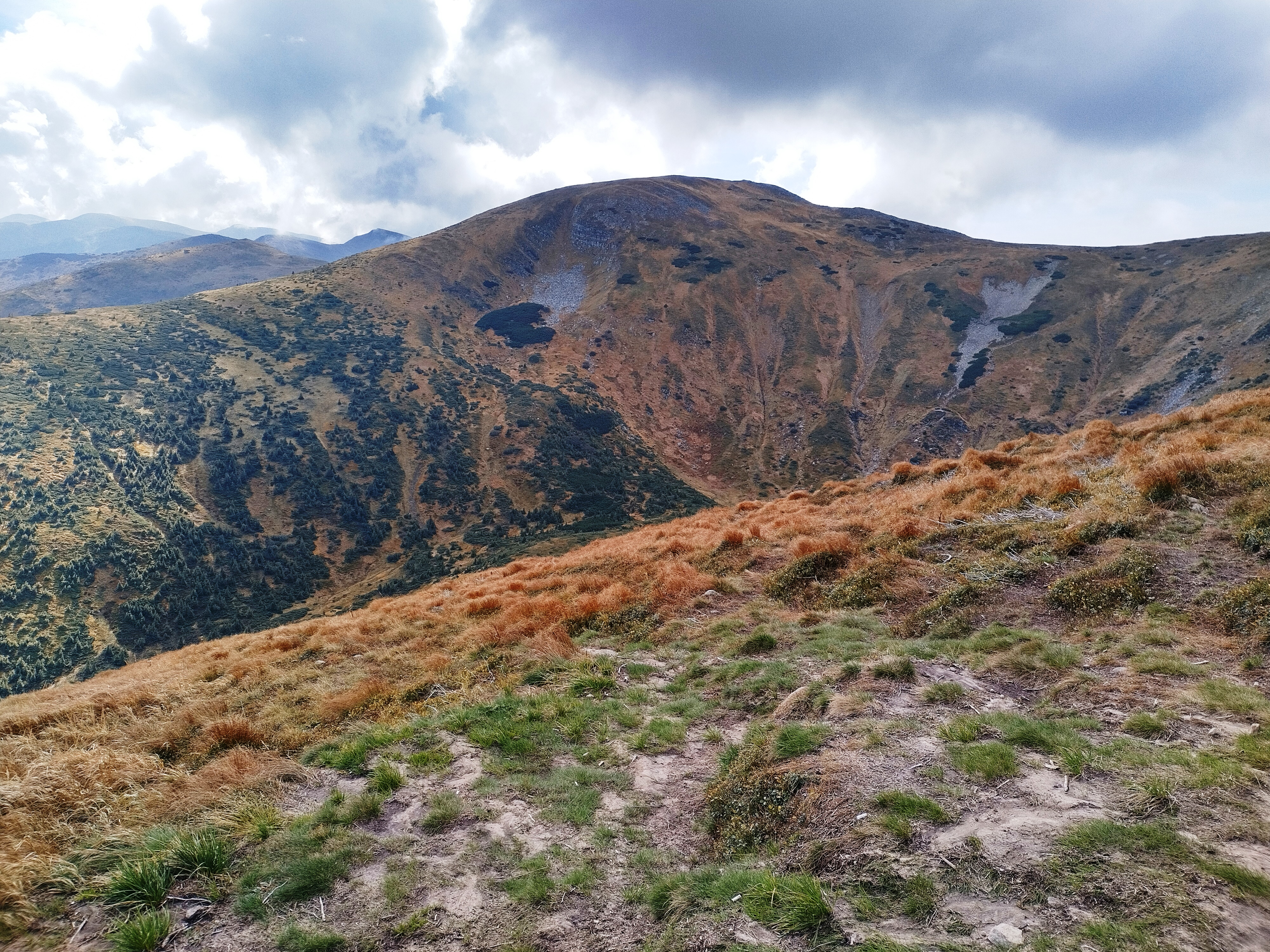
Вид на Брескул з Говерли
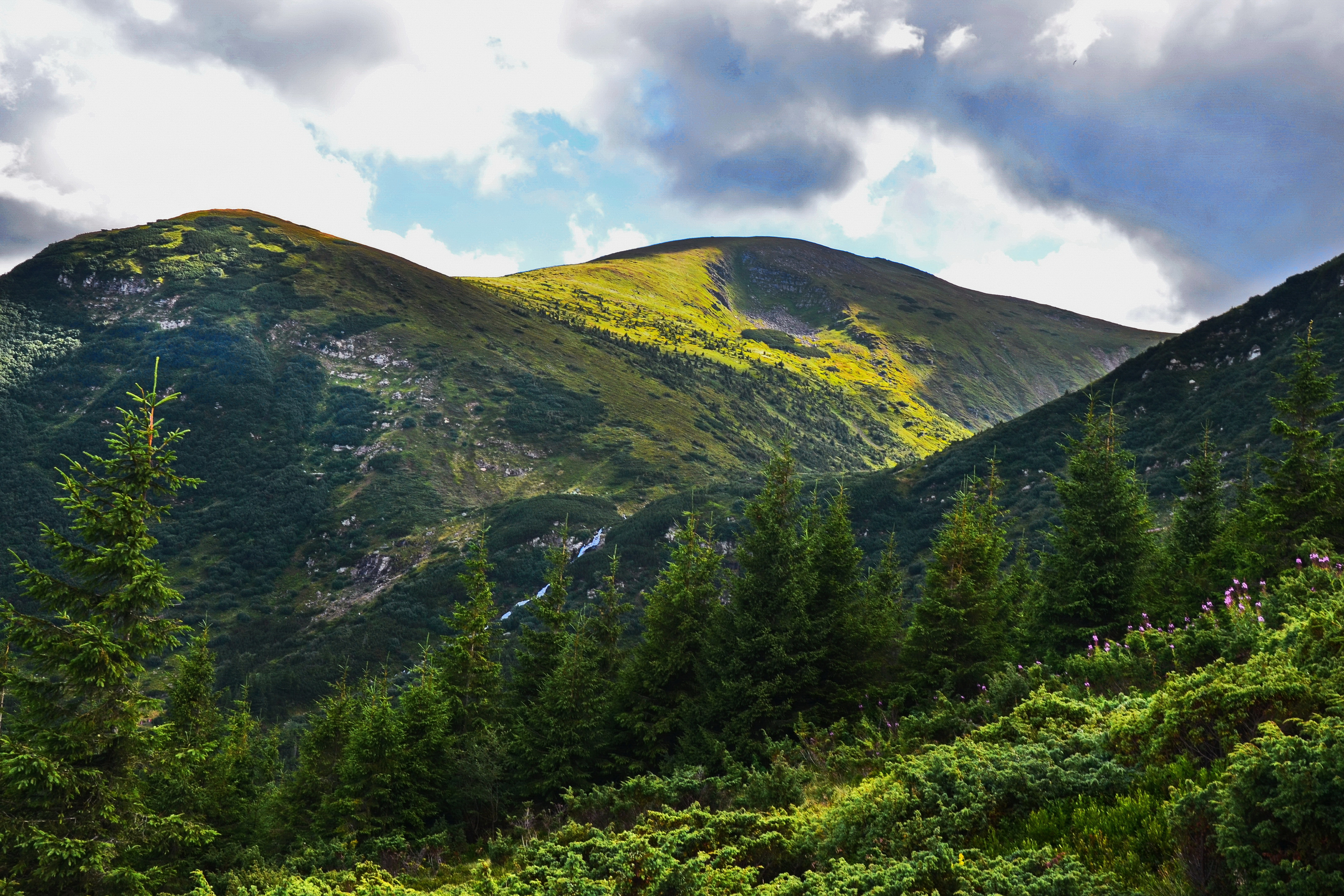
Вид на Брескул зі схилів Говерли
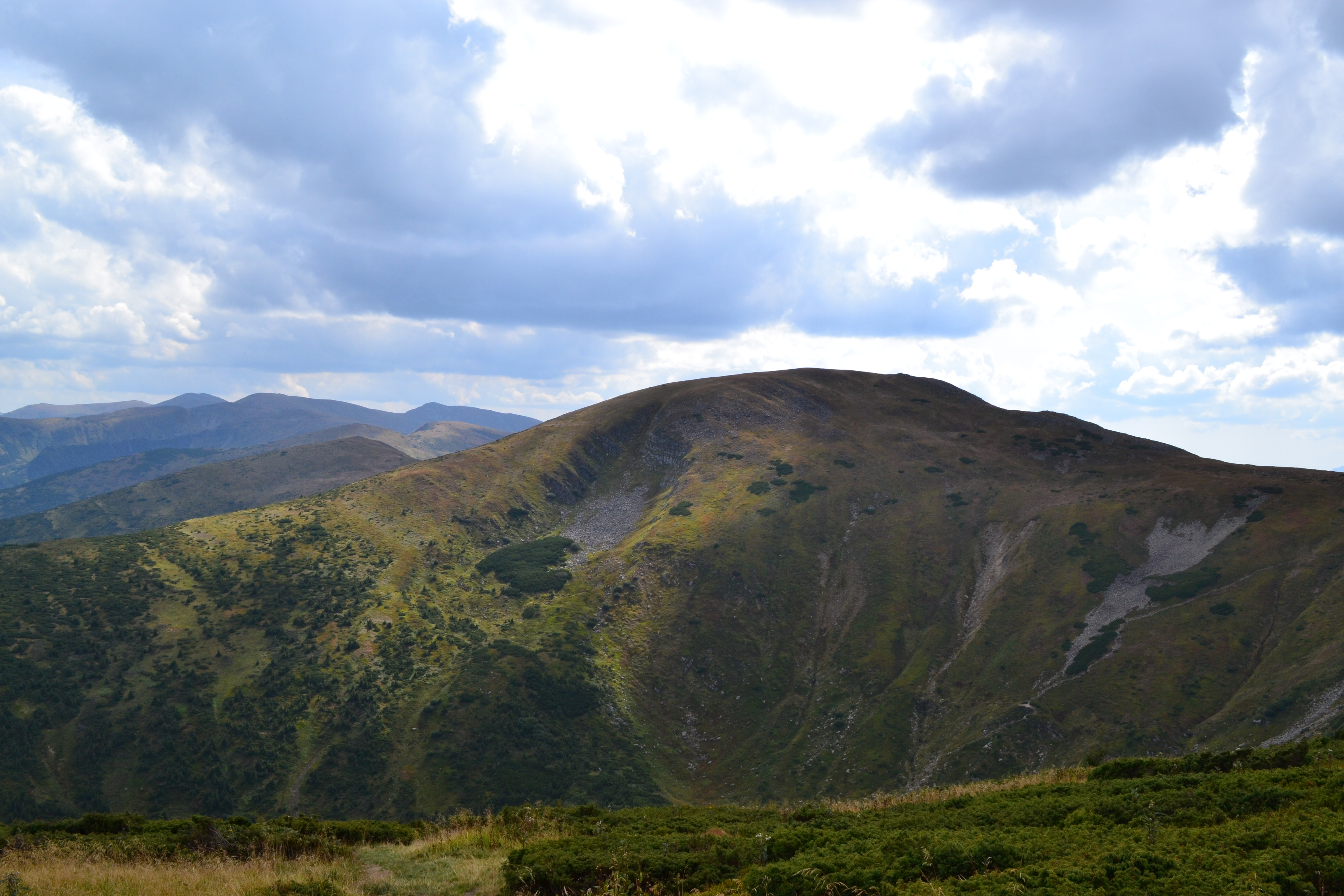
Вид на Брескул зі схилів Говерли